# 香川労働局
香川労働局（かがわろうどうきょく）は、香川県高松市にある日本の都道府県労働局で、香川県を管轄している。

## 所在地
- 本局 香川県高松市サンポート3番33号 高松サンポート合同庁舎3階

## 組織
- 職員数：229人 - 本局77人、労働基準監督署45人、公共職業安定所107人（2007年7月1日時点）
- 予算：58億4300万円（2005年度）
- 下部機関数：12 - 労働基準監督署5、公共職業安定所7（2007年7月1日時点）

局長
- 総務部
  - 総務課、労働保険徴収室
- 労働基準部
  - 監督課、健康安全課、賃金室、労災補償課
- 職業安定部
  - 職業安定課、需給調整事業室、職業対策課、訓練室
- 雇用環境・均等室

## 出先機関
- 労働基準監督署（5署1駐在事務所）
  - 高松労働基準監督署（高松市）
    - 小豆島駐在事務所（小豆郡土庄町）

  - 丸亀労働基準監督署（丸亀市）
  - 坂出労働基準監督署（坂出市）
  - 観音寺労働基準監督署（観音寺市）
  - 東かがわ労働基準監督署（東かがわ市）

- 公共職業安定所（ハローワーク、6所1出張所）
  - 高松公共職業安定所（高松市）
  - 丸亀公共職業安定所（丸亀市）
  - 坂出公共職業安定所（坂出市）
  - 観音寺公共職業安定所（観音寺市）
  - さぬき公共職業安定所（さぬき市）
    - 東かがわ出張所（東かがわ市）

  - 土庄公共職業安定所（小豆郡土庄町）

## 管轄
- 香川県全域